# فساد

نقشهٔ جهانی از میزان فساد مالی در کشورهای متفاوت بر طبق سنجش شفافیت بین‌الملل در سال ۲۰۱۸ میلادی است. نمرهٔ بالاتر نشان‌دهندهٔ سطوح پایین‌تر فساد است.

در مباحث فلسفی، الهی یا اخلاقی، فساد به تباهی و انحراف معنوی یا اخلاقی از یک ایده‌آل گفته می‌شود. فساد شامل اعمال متعددی ازجمله رشوه و اختلاس است. فساد دولتی یا سیاسی زمانی اتفاق می‌افتد که یک مسئول یا کارمند دولتی از ظرفیت‌های رسمی برای مقاصد شخصی خود سوءاستفاده کند. در دهه‌های گذشته، بسیاری از کشورهای جهان سیاست‌ها و روش‌های مؤثری برای مبارزه با فساد اتخاذ کرده‌اند.

## تعریف
فساد یک نوع خلافکاری است که توسط فردی که مسئولیت و اقتدار دارد، اغلب برای به دست آوردن منافع شخصی‌اش انجام می‌شود. فساد ممکن است شامل فعالیت‌های بسیاری از جمله رشوه‌خواری و اختلاس باشد، امّا ممکن است شامل مواردی نیز باشد که در بسیاری از کشورها قانونی هستند. فساد سیاسی زمانی است که یک مسئول دولتی یا یکی از کارکنان دولت از موقعیت رسمی‌اش برای رسیدن به منافع شخصی خویش سوءاستفاده کند. فساد بیشتر در حکومت‌های دزدسالاری، الیگارشی، رژیم‌های دست‌اندرکار قاچاق مواد مخدر و دولت‌های مافیایی رایج است.
واژهٔ فاسد در لغت به معنی تباهی است. واژهٔ لاتین آن برای نخستین بار توسط ارسطو و بعدها سیسرون به‌کار رفت. بنا بر تعریفی فساد به معنی استفادهٔ غیرمجاز از قدرت عمومی برای منافع خصوصی است. سنیور فساد را عملی الف: پنهانی جهت کسب ب: چیز یا خدمتی برای شخص سوم است به شکلی که پ: او بتواند اعمالی انجام دهد که ت: منافعی برای خودش یا شخص سوم یا هر دو داشته باشد و ث: عامل فساد در آن دست داشته باشد، تعریف می‌کند.

## ابعاد فساد
فساد می‌تواند در ابعاد مختلفی رخ دهد. فسادی که منافع کوچک برای اشخاص اندکی ایجاد کند، (فساد جزئی یا فساد خرد) فسادی که در بعد دولت و ابعاد بزرگ روی می‌دهد (فساد کلان یا فساد بزرگ) و فسادی که در ساختار زندگی روزمرهٔ مردم در اجتماع رایج و گسترده است و نشانهٔ جرائم سازمان‌یافته است. (فساد نظام‌مند یا فساد سیستماتیک)
فساد جزئی یا فساد خرد در ابعاد کوچک و درون چارچوب‌های اجتماعی و عرف‌های حاکم روی می‌دهد. برای نمونه می‌توان از رد و بدل شدن هدایای نامناسب یا استفاده از ارتباطات شخصی برای کسب نفع نام برد. این نوع از فساد مشخصاً در کشورهای در حال توسعه که در آن‌ها کارمندان دولتی بسیار پایین‌تر از خط فقر زندگی می‌کنند، مشاهده می‌شود.
فساد کلان یا فساد بزرگ در بالاترین سطوح دولتی اتفاق می‌افتد و نیازمند واژگونی نظام سیاسی، قانون‌گذاری و اقتصادی است. این فساد عموماً در دولت‌های دیکتاتوری و دولت‌هایی که فاقد قوانین صحیح برای جلوگیری از فساد هستند، روی می‌دهد. نظام دولتی در بسیاری از کشورها مشتمل بر شاخه‌های مقننه، مجریه و قضاییه است که به صورت مستقل فعالیت می‌کنند و این استقلال بنا بر قاعده باید آن‌ها را از فساد دور نگه دارد.
فساد سیستماتیک (یا فساد بومی) فسادی است که در وهلهٔ نخست به دلیل ضعف در یک سازمان یا فرایند اتفاق می‌افتد و می‌توان آن را در تقابل با فسادی دانست که فقط تعدادی از کارمندان یا کارگزاران یک سازمان درگیر فساد هستند. عوامل مشوق فساد سیستمایک شامل منافع متعارض، قدرت اختیاری، قدرت انحصاری، عدم شفافیت، پرداخت دستمزد کم و فرهنگ مصونیت از مجازات هستند.

## مقیاس فساد

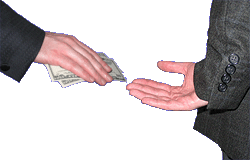
دادن رشوه نوعی از فساد

استفن دی. موریس Stephen D. Morris استاد سیاست می‌نویسد که فساد سیاسی استفاده غیرمجاز از قدرت عمومی برای کسب منافع خصوصی است. اقتصاددان یان سنیور فساد را به عنوان یک اقدام مخفیانهٔ ارائهٔ مال یا خدمات به یک شخص توصیف می‌کند که در ازای آن، شخص صاحب قدرت با اعمال نفوذ بر یکسری امور سبب سود بردن فرد اوّل یا یک شخص ثالث یا هر دو بشود. دانیل کافمن از بانک جهانی، این مفهوم را گسترش می‌دهد تا شامل «فساد قانونی» نیز بشود که در آن سوءاستفاده از قدرت در داخل مرزهای قوانین صورت می‌گیرد، از آنجایی که قدرتمندان اغلب قادر به ایجاد قوانین برای حفاظت از خود هستند. تأثیر فساد در ساخت تأسیسات، عبارت است از افزایش هزینه‌ها و زمان ساخت و ساز، کاهش کیفیت و کاهش سود.
از دیدگاه هستی‌شناسی واحد unicist ontological چنین تعریف می‌شود که فساد به اشخاص امکان می‌دهد تا از راه اقدامات نامشروع از محیط (اجتماعی یا اقتصادی) سوءاستفاده کنند و در عین حال سیستم و محیطی را که خود بخشی از آن هستند، تخریب کنند. فساد در مقیاس‌های مختلف می‌تواند رخ دهد؛ فساد اداری که می‌تواند از التفات‌های کوچک به تعداد کمی از افراد باشد (فساد کوچک) تا فسادهایی که بر دولت در مقیاس وسیع (فساد بزرگ) تأثیر می‌گذارد یا فسادی که در بخشی از ساختار و عملکرد روزمرهٔ جامعه بسیار شایع است. فساد یکی از نشانه‌ها و علامت‌های وجود جرائم و جنایات سازمان‌یافته در یک جامعه است. به‌طور فزاینده‌ای، شاخص‌ها و ابزارهایی ساخته شده‌اند که قادرند اشکال مختلف فساد را با دقت هر چه بیشتر اندازه‌گیری کنند.

### فساد کوچک
فساد کوچک در مقیاس کوچک‌تر و هنگامی که مقامات و مسئولان رسمی برای ارائهٔ خدمات دولتی با مردم تماس و ارتباط دارند، رخ می‌دهد. برای مثال، در بسیاری از مکان‌های کوچک مانند ادارات ثبت، ایستگاه‌های پلیس، هیئت‌های صدور مجوزهای دولتی و بسیاری دیگر از بخش‌های خصوصی و دولتی.

### فساد بزرگ
فساد بزرگ عنوان فسادی است که در بالاترین سطوح دولت عمل می‌کند و به‌طور قابل‌توجهی به سیستم‌های سیاسی، قانونی و اقتصادی کشور مزبور صدمه وارد می‌آورد. چنین فسادی معمولاً در کشورهای دارای حکومت اقتدارگرا و دیکتاتوری یافت می‌شود و همچنین درکشورهایی که به حد کافی سیستم‌های کنترل ضد فساد را به‌کار نگرفته‌اند. دستگاه حکومتی در بسیاری از کشورها به شعبه‌های قانونگذاری، اجرایی و قضایی تقسیم می‌شود، تا هر یک بتوانند به‌طور مستقل از یکدیگر عمل کنند و به پشتوانهٔ استقلالشان بهتر در مقابل فساد بزرگ مصون بمانند.

### فساد سیستمی
فساد سیستمی (به انگلیسی: Systemic corruption) (یا فساد بومی) فسادی است که عمدتاً به دلیل ضعف یک سازمان یا یک فرایند به وجود می‌آید و معمولاً با مقامات مسئول که در داخل سیستم فاسد عمل می‌کنند، در هماهنگی است. عواملی که فساد سیستمی را تشویق و ترویج می‌کنند، عبارت‌اند از: تعارض منافع، کاربرد اختیاری قدرت discretionary powers، انحصار قدرت، عدم شفافیت، دستمزدهای پایین، وجود فرهنگ عدم مجازات. انواع اصلی فساد از جمله رشوه‌خواری، اخاذی و اختلاس در نظامی موجودند که در آن فساد به جای استثنا یک قاعده است. محققان بین فساد سیستمی مرکزیت‌دار و فساد سیستمی بدون مرکزیت، بسته به اینکه در چه سطحی از دولت اتفاق افتاده باشند، تفاوت قائل می‌شوند؛ در کشورهایی مانند جمهوری‌های مستقل بعد از اتحاد جماهیر شوروی هر دو گونه از فساد مشهود هستند. برخی محققان معتقدند که دولت‌های غربی وظیفه دارند که دولت‌های توسعه‌نیافته را در مقابل فساد سیستمی حفاظت کنند.

## فساد در بخش‌های متفاوت
فساد می‌تواند در هر بخشی وجود داشته باشد، چه در بخش عمومی (دولتی)، چه خصوصی یا حتی در سازمان‌های غیردولتی. (سازمان مردم‌نهاد - ان جی او- NGO) با این حال تنها در مؤسساتی که به روش دمکراتیک کنترل و نظارت می‌شوند، علاقه‌مندی به توسعهٔ ساز و کارهای داخلی برای مبارزه با فساد فعال یا فساد غیرفعال وجود دارد، در حالی که در صنایع خصوصی و همچنین در سازمان‌های غیردولتی که کنترل دمکراتیک ندارند، عامل سود سرمایه‌گذاران یا منافع حامیان، تا حد زیادی تعیین‌کنندهٔ نحوهٔ عملکرد سازمان است.

### فساد در بخش دولتی و عمومی
فساد دولتی شامل روندهای سیاسی و سازمان‌های دولتی مانند پلیس و همچنین فساد در واگذاری بودجه و قراردادهای دولتی و استخدامی می‌شود. بررسی‌های بانک جهانی نشان می‌دهند که مسئولانی که تصمیم‌گیرنده هستند و سیاست‌ها را تعیین می‌کنند (چه منتخب باشند و چه انتصابی) نقش بسیار مهمی در مشخص کردن سطح فساد ایفا می‌کنند و این به دلیل انگیزه‌های متفاوت هر فرد صاحب مسئولیت است.

#### فساد سیاسی
فساد سیاسی سوءاستفاده از قدرت عمومی، اداری یا منابع توسط مقامات منتخب دولتی برای کسب سود شخصی، اخاذی، درخواست و پیشنهاد رشوه است. همچنین می‌تواند به‌صورت خرید یا به‌دست آوردن آرا برای باقی ماندن در پستشان با سود بردن از امکانات مقام انتخابی‌شان باشد که هزینهٔ آن را مالیات‌دهندگان پرداخته‌اند. شواهد نشان می‌دهند که فساد سیاسی سبب می‌شود تا شهروندانی که از آن‌ها رشوه خواسته شده است، به ندرت خود را وابسته و متعلق به منطقهٔ سیاسی مزبور احساس کنند. یکی از انواع فساد سیاسی که در زبان آمریکایی «پیوند، Graft» نامیده می‌شود، عبارت از استفادهٔ غیراخلاقی و خلاف قانون از قدرت سیاسی برای سودبری شخصی است؛ وقتی که مسئولان بودجه‌های پروژه‌های عمومی را منحرف کرده و در سمت انتفاع شخصی افراد فاسد و وابستگانشان به‌کار می‌گیرند.
توالت‌های طلایی کوناس
«توالت‌های طلایی کوناس» مهم‌ترین افتضاح سیاسی در کشور لیتوانی بود. در سال ۲۰۰۹ شهرداری شهر کوناس دستور می‌دهد تا یک کانتینر حمل کالا با صرف هزینهٔ ۱۵۰٬۰۰۰ یورو به یک توالت عمومی تبدیل شود. بودجهٔ ماهیانه ۵۰٬۰۰۰ یورو نیز برای مخارج نگهداری آن در نظر گرفته شده بود. در همان زمان یک باشگاه تنیس، مدل پیشرفته‌تر همان توالت‌ها را به قیمت ۴٬۵۰۰ یورو تهیه می‌کند. به دلیل اختلاف قیمت فاحش بین این دو، توالت‌های شهرداری که به‌وضوح حاکی از فساد مسئولان شهر بودند، به «توالت‌های طلایی» معروف شدند. علیرغم هزینهٔ بالای توالت‌های طلایی، به دلیل وجود نقص‌های فنی در ساخت‌شان، برای سال‌ها غیرقابل استفاده باقی ماندند. تحقیقات ضد فساد طولانی در مورد سازندگان توالت و مسئولان شهرداری به جریان افتاد که در نتیجهٔ آن گروهی از مقامات شهری دست‌اندرکار خرید به مجازات زندان محکوم شدند؛ البته متعاقباً از ایشان رفع اتهام شد و به هر کدام مبلغی هم به عنوان جبران خسارت پرداختند. در پایان، کل بهای ساخت و هزینه‌های مالی و غیره توالت‌های طلایی به ۳۵۲٬۰۰۰ یورو رسید.

#### فساد پلیس
فساد پلیس نوع ویژه‌ای از سوءرفتار پلیس است که در ازای نفع مالی یا ارتقای درجه از تعقیب پرونده‌ای خودداری می‌کنند، در پرونده‌ها، دستگیری‌ها و سایر روندها به‌طور انتخابی و با دخالت دادن سوءنظر شخصی عمل می‌کنند، یا برای حمایت از همکارانشان دروغ می‌گویند. یک نمونهٔ رایج فساد پلیس رشوه‌خواری در قبال گزارش ندادن فعالیت باندهای قاچاق مواد مخدر و تن‌فروشی (فحشا) و سایر امور غیرقانونی است. مثال دیگر زیر پا گذاشتن مرام‌نامه و دستورالعمل رفتاری پلیس برای محکوم کردن متهمان است، استفاده از شواهد جعلی یک نمونهٔ رایج آن است. در موارد معدود و کمیاب‌تری افراد پلیس مستقیماً در سازمان‌های تبهکاری عضویت و شرکت دارند. در اکثر شهرهای بزرگ اداره داخلی ویژه‌ای برای تحقیق در زمینهٔ تخلفات و فساد پلیس وجود دارد.

#### فساد قضایی
فساد دستگاه قضایی به سوءرفتار قضات دادگستری از جمله دریافت رشوه، صدور احکام غیرعادلانه و نادرست، دخالت دادن تعصبات شخصی در جریان دادرسی و غیره گفته می‌شود. امر شناخته‌شده‌ای است که فساد دستگاه قضایی در کشورهای در حال توسعه از جانب دولت دامن زده می‌شود، چرا که بودجه دستگاه قضایی در کنترل قوه اجرائیه است. مقامات دولتی استقلال و جدایی قوا را محترم نمی‌شمارند و این سبب وابستگی مالی وخیم قوه قضائیه به دولت می‌گردد. موضوع اقتصاد بنا بر قانون اساسی به تقسیم عادلانهٔ ثروت در بین قوای حکومتی، از جمله میزان صرف بودجه برای قوه قضائیه می‌پردازد. بایست بین دو نوع مختلف فساد قضایی تفاوت قائل شد: اوّل فسادی که منشأ آن دولت است؛ از طریق برنامه‌ریزی بودجه و سایر امتیازها، و دیگری فسادی از جانب بخش خصوصی. ریشه‌کن کردن فساد قضایی، حتی در کشورهای توسعه‌یافته می‌تواند بسیار دشوار باشد. فساد قضایی می‌تواند به صورت استفادهٔ دولت‌ها از دستگاه قضایی برای سرکوب مخالفان سیاسی به قیمت تباهی حکومت نیز پدیدار گردد.

### فساد در دستگاه آموزشی
فساد آموزشی یک پدیده جهانی است. به‌طور سنتی بخش پذیرش دانشجو در آموزشگاه‌های عالی، یکی از فاسدترین بخش‌های دستگاه آموزشی است. تلاش‌های اخیری که در کشورهای اوکراین و روسیه برای مقابله با این نوع فساد از طریق حذف کنکور ورودی و ابداع امتحان‌های استاندارد کامپیوتری صورت گرفته است، با شکست بزرگی مواجه شده‌اند. سیستم ورود به دانشگاه با «کوپن» هرگز به اجرا گذاشته نشد. هزینهٔ فساد در این زمینه به‌حدی است که مانع رشد اقتصادی پایدار می‌شود و فساد آموزشی بومی به ایجاد یک سلسله مراتب اداری فاسد منتهی می‌گردد. در حالی که تحصیلات عالی در روسیه با شیوع وسیع رشوه همراه است، در ایالات متحده آمریکا و بریتانیا مقدار قابل ملاحظه‌ای تقلب و جعل وجود دارد. ایالات متحده مخصوصاً با نقاط خاکستری (که صریحاً غیرقانونی نیستند) و فساد سازمان‌دهی شده، متمایز می‌شود.
رژیم‌های دیکتاتوری نظیر جمهوری‌های اتحاد شوروی سابق فساد آموزشی را تشویق می‌کنند؛ به‌ویژه در زمان برگزاری انتخابات. این ویژگی روسیه، اوکراین و جمهوری‌های آسیای مرکزی است. به لطف دستگاه‌های رسانه‌ای و اینترنتی خبری، مردم به‌خوبی از سطح بالای فساد در سیستم آموزش عالی مطلع هستند. تحصیلات مرحله دکترا نیز مستثنا نیست، پایان‌نامه‌ها و درجه دکترا برای فروش عرضه می‌شوند، حتی به سیاستمداران.
پارلمان روسیه در زمینهٔ نمایندگان صاحب پایان‌نامه و تحصیلات عالیه شهرت بدی دارد. علّت اصلی سطح بالای فساد این است که دانشگاه‌ها هنوز نمی‌توانند از گذشتهٔ استالینی، دستگاه اداری سنگین و نبود خودگردانی و استقلال خود را نجات دهند. هر دو روش کمی و کیفی برای تحقیق در مورد علل فساد آموزشی به‌کار رفته‌اند، ولی این موضوع که نیاز به تحقیق بیشتر دارد، اصلاً مورد توجه استادان دانشگاه قرار نگرفته است. در بسیاری از جوامع و سازمان‌های بین‌المللی فساد آموزشی یک تابو باقی می‌ماند. در بعضی از کشورها مانند کشورهای اروپای شرقی، بالکان و برخی کشورهای آسیایی فساد در دانشگاه‌ها به‌کرات مشاهده می‌شود. این شامل پرداخت رشوه برای عبور از مراحل اداری و همچنین رشوه برای اخذ پایان‌نامه و مدرک نیز است. میل به قبول رشوه برای صدور مدرک می‌تواند کاهش یابد، چنانچه فرد به ناشایست بودن این تخلف و احتمال بالای گرفتار شدن و شدت مجازات‌ها کاملاً آگاه شود.

### فساد در اتحادیه‌های کارگری
اتحادیه کارگری تیمستر (International Brotherhood of Teamsters)
در ایالات متحده مثال خوبی است از نتیجه مثبت راهکار مدنی ـ قضایی "ریکو " RICO- Racketeer Influenced and Corrupt Organizations Act. برای چند دهه این اتحادیه کارگری تحت کنترل مافیا قرار داشت. از سال ۱۹۵۷ چهار نفر از هشت مدیر تیمستر متهم (محکوم) شدند، ولی سازمان جنایی به کنترل خود کماکان ادامه داد. بالاخره دولت فدرال توانست با به‌کار بردن روند قضایی مدنی دست جنایتکاران را از این اتحادیه که ۱٫۴ میلیون نفر عضو داشت، کوتاه کند.

### فساد در مذهب

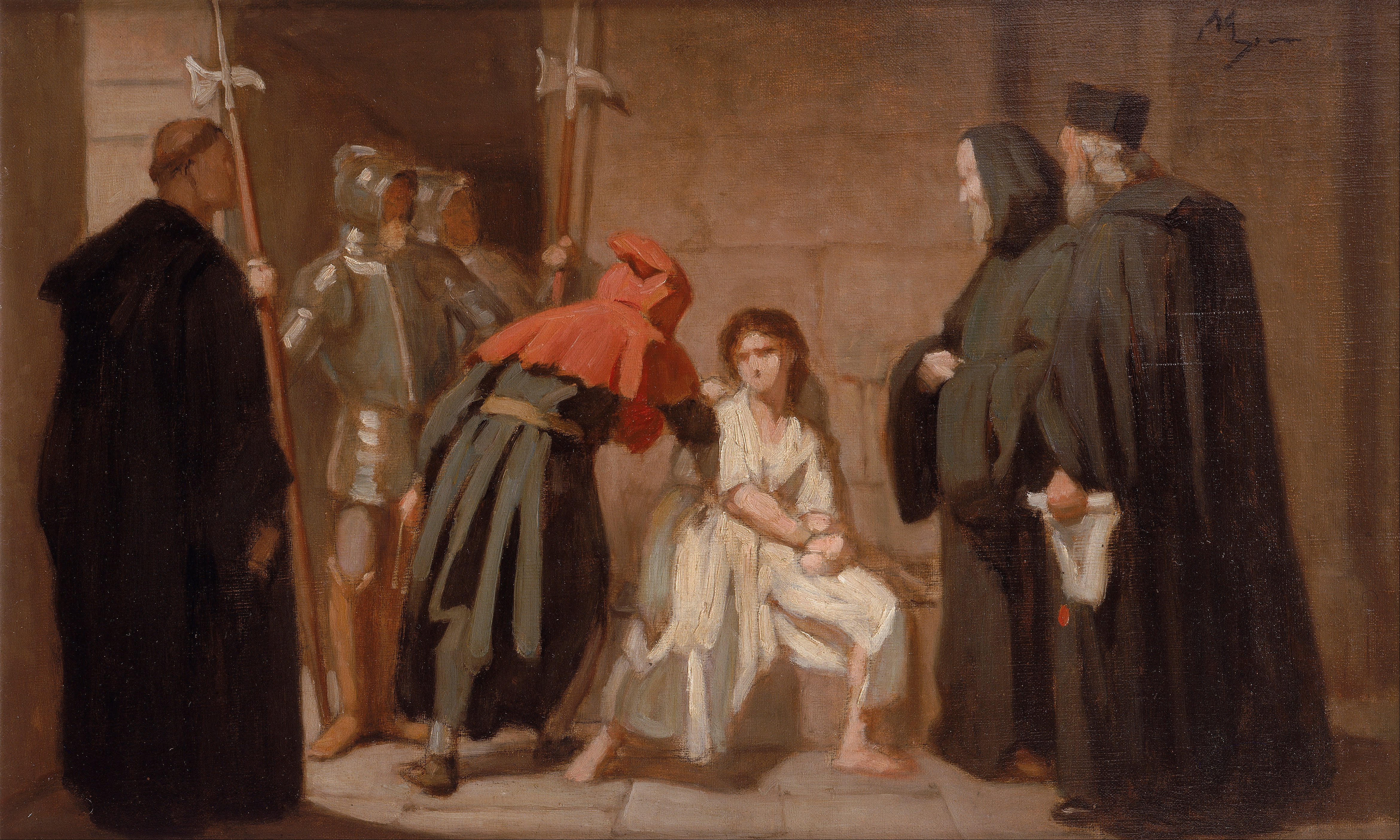
دادگاه تفتیش عقاید کلیسای کاتولیک

تاریخ مذهب شامل موارد متعددی می‌شود که رهبران مذهبی پیرامون وجود فساد در عملکرد مذهبی و سازمان‌های مذهبی هشدار داده‌اند. پیامبران یهودی اشعیا و عاموس دستگاه خاخامی (حاخام) پادشاهی کهن یهود (تاریخ اسرائیل و یهودای باستان) را به دلیل عدم موفقیت‌شان در برقراری ایده‌آل‌های تورات، مورد نکوهش قرار می‌دهند.
در انجیل عهد جدید عیسی مسیح دستگاه خاخامی یهودیان را متهم می‌کند به اینکه ریاکارانه خود را صرف بخش خشک و تشریفاتی تورات کرده‌اند و از عناصر مهمتری نظیر عدالت، شفقت و ایمان غفلت می‌ورزند. در سال ۱۵۱۷ مارتین لوتر، کلیسای کاتولیک را به فساد دامنه‌داری متهم کرد که شامل فروش آمرزش‌نامه هم می‌شد. (اعلامیه نود و پنج ماده‌ای مارتین لوتر)
در ۲۰۱۵ استاد دانشگاه پرینستون کوین کروز Kevin M. Kruse تزی (پایان‌نامه)ارائه می‌دهد مبنی بر اینکه سردمداران سرمایه‌داری در سال‌های بین ۱۹۳۰ و ۱۹۴۰، همکاری گروهی از روحانیون از جمله جیمز فیفیلد James W. Fifield Jr را جلب کرده بودند تا روایات و تفسیرهای مذهبی از انجیل به مؤمنین ارائه دهند که از جنبه‌های همیاری و تشریک مساعی و رویکردهای اجتماعی کتاب مقدس بکاهد و به رویکرد آمرزش فردگرایانه و شخصی که با فعالیت‌های اقتصادی سرمایه‌داری مناسبت دارد، در تفسیرهایشان بیفزایند.

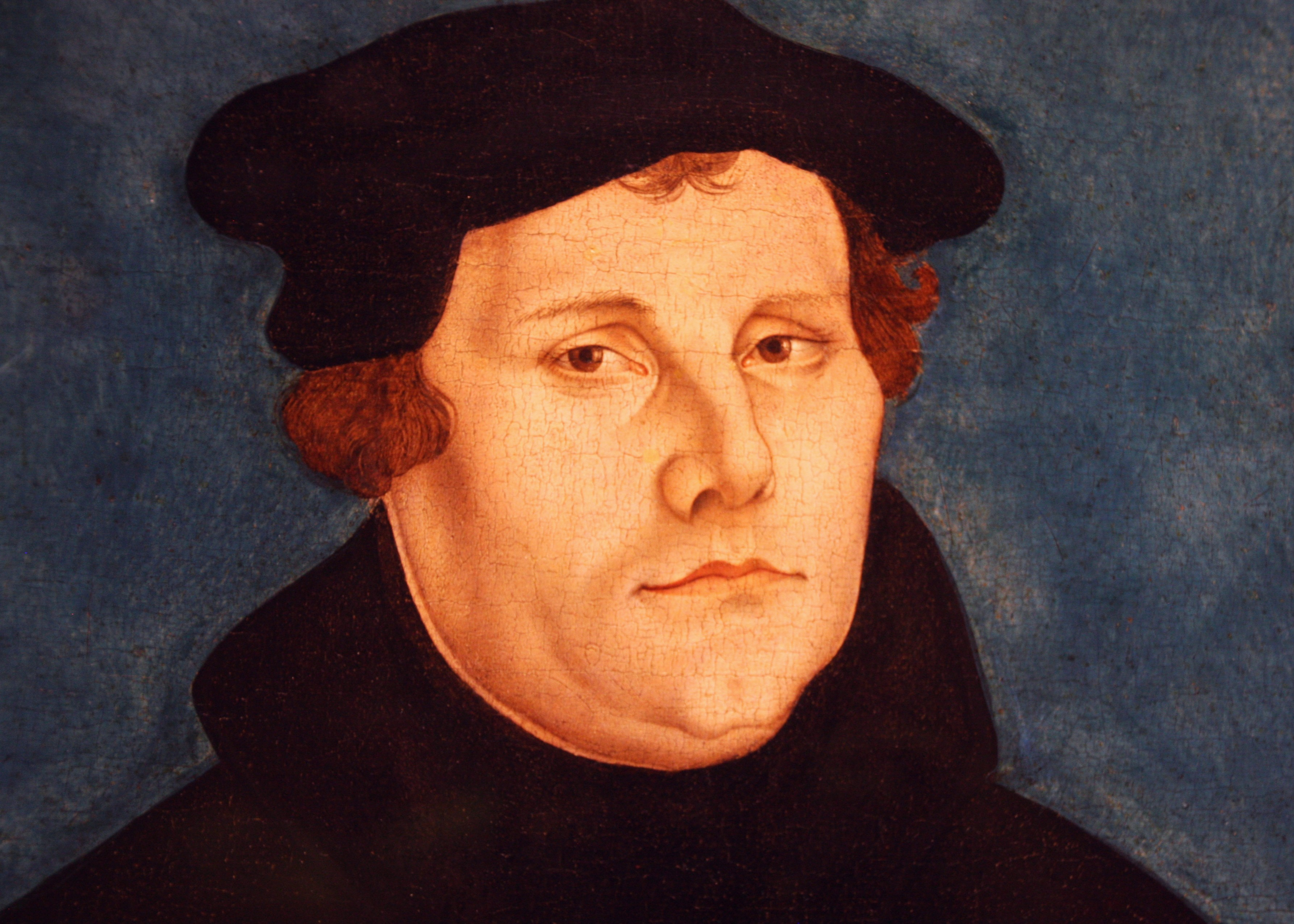
مارتین لوتر بنیانگذار پروتستانیسم

البته سردمداران سرمایه‌داری از گذشته همواره سعی داشته‌اند تا با استفاده از مذهب خود را مقبول و درست معرفی کنند. سازمان‌های خیریه نظیر Spiritual Mobilization یا آن‌هایی که سوپ و خوراکی توزیع می‌کنند، سعی دارند سرمایه‌داری و مسیحیت را در اذهان با هم ادغام کنند و در عین حال کمک‌های اجتماعی دولت به نیازمندان را به بی‌خدایی و بت‌پرستی ربط می‌دهند.

### فساد در فلسفه
فیلسوف قرن ۱۹ آرتور شوپنهاور تصدیق می‌کند که دانشگاهیان از جمله فلاسفه، به اندازهٔ سایر قشرهای جامعه در معرض فساد هستند.
او تمایز قائل می‌شود بین فلاسفه فاسدی که نگرانی‌شان این است که به اعتبار عنوانشان بتوانند مرفه زندگی کنند و از امتیازها و پرستیژ در نظر مردم برخوردار باشند و آن‌هایی که تنها مشغلهٔ فکری و انگیزه‌شان کشف حقایق و شهادت راستی‌هاست.
فیلسوف بودن، دوستدار خرد بودن است (برای خرد چیزی جز حقیقت وجود ندارد)، عشق به حقیقت در یک محدوده کافی نیست؛ تا حدی که با منافعش مغایرت نداشته باشد، مطابق خواست رؤسایش باشد، مطابق اصول دین یا موافق پیش‌داوری‌ها و سلیقه معاصرینش، تا وقتی که از وضعش راضی است، در این صورت او فقط دوستدار خویشتن است و نه دوستدار حقیقت.
برای این عنوان افتخاری به‌خوبی و خردمندانه دقیقاً چنین بیان گشته است؛ انسان می‌بایست صادقانه و از صمیم قلب دوستدار حقیقت باشد، و بنابراین بدون قید شرایط و بدون هیچ محدودیتی، و از همه بالاتر، در صورت لزوم در مخالفت با هر چیز دیگر. به این دلیل که وقتی فرد مدعی است که خرد آزاد شده است، در این بیانیه او هیج آگاهی و علاقه‌ای در مورد چیز دیگری جز حقیقت ندارد.

### فساد شرکت‌ها
در جرم‌شناسی جرائم تجاری و کسب و کار corporate crime به جرم‌هایی گفته می‌شود که یا از جانب شرکت‌های خصوصی تجاری و حرفه‌ای با مسئولیت حقوقی محدود صورت گرفته‌اند یا از جانب افراد خصوصی که به نمایندگی و به نفع ان شرکت‌ها عمل می‌کنند.
ممکن است که بعضی رفتارهای منفی شرکت‌ها ضرورتاً در همه جا جنایی تلقی نشوند، قوانین در جوامع مختلف متفاوت هستند.

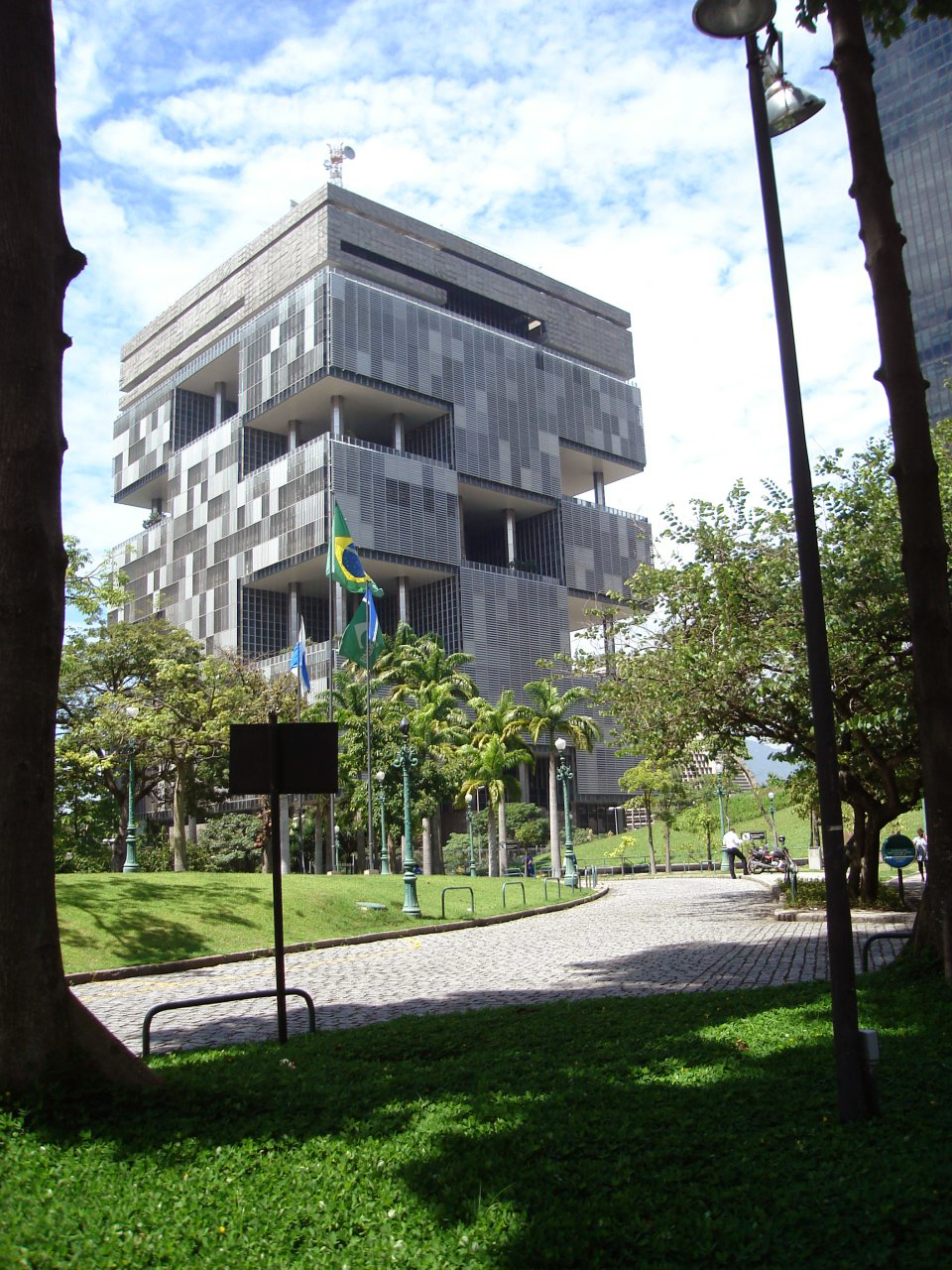
دفتر مرکزی شرکت پترو براس - ریو دو ژانیرو

شرکت نفت برزیلی پتروبراس، یک شرکت نیمه ملی و چند ملیتی نفتی است که مقر مرکزی ان شهر ریو دو ژانیرو در برزیل می‌باشد. در سال ۲۰۱۶ این شرکت رتبه ۵۸ را در رده‌بندی فورچون جهانی ۵۰۰ به خود اختصاص داد. پتروبراس به اتهام تبانی بین شرکت‌های بزرگ و سیاستمداران و همچنین فساد، تحت تحقیقات قانونی قرار گرفته است.
```
اودربرچت
 یک مجتمع بزرگ تجاری ـ صنعتی یا 
شرکت خوشه‌ای
 برزیلی است که در زمینه‌های اقتصادی متنوع از جمله مهندسی، املاک، ساخت و ساز، شیمی و پترو شیمی فعالیت دارد.
```

شرکت در سال ۱۹۴۴ در سالوادور دو باهیا Salvador da Bahia توسط «نوربرتو اودربرچت» بنا نهاده شده است، و در حال حاضر در آمریکای جنوبی، آمریکای مرکزی، آمریکای شمالی، کارائیب، آفریقا، اروپا خاورمیانه حضور دارد.
اودربرچت یکی از ۲۵ بزرگ‌ترین شرکت‌های ساخت و ساز در جهان است که هنوز تحت مدیریت خانواده اودربرچت می‌باشد. کادر مدیریت شرکت در جریان عملیات کار واش Operation Car Wash به اتهام رشوه به مدیران پتروبراس، در ازای اعمال نفوذ بمنظور اخذ قرار دادهای تجاری، تحت باز جویی قرار گرفتند. عملیات کار واش که هنوز در جریان می‌باشد، یک تحقیقات جنایی در زمینه پول‌شویی، رشوه خواری و سایر جرائم مربوط است که پلیس فدرال برزیل، شاخه کوریبیتا با مدیریت قاضی سرجیو مورو Sérgio Moro از مارس ۲۰۱۴ به اجرا می‌گذارد.

### اسلحه در برابر پول
آنگولا در رده ۱۶۸ از ۱۷۸ در رده‌بندی شاخص احساس فساد شفافیت بین‌الملل، با رده ۱٬۹ در مقیاس بین صفر و ۱۰ قرار گرفته بود. در شاخص حاکمیت بانک جهانی سال ۲۰۰۹، آنگولا در رتبه بسیار ضعیفی در هر شش جنبه‌های ارزیابی حاکمیت، جای گرفت. در حالی که امتیازهایش برای ثبات سیاسی به ۳۵٬۸ در سال ۲۰۰۹ از ۱۹٬۲ در سال ۲۰۰۴، بهبود یافت. این کشور به‌ویژه در جوابگویی و مسئولیت، استانداردهای نظارتی و حکومت قانون امتیازهای خیلی پایینی به‌دست‌آورد. نمرات مربوط به فساد از رده فوق‌العاده پایین ۶٬۳ در سال۲۰۰۴ به ۵٬۲ در ۲۰۰۹ تنزل کرد. در مورد این کشور نظر خوبی بیان نمی‌شود، و به‌رغم درآمد صنعت نفت، فساد صدمات مهمی به اقتصاد آن وارد می‌کند.
ماجرای فرانسوا میتران ـ شارل پاسکوا Mitterrand–Pasqua affair
که به آنگولا گیت Angolagate معروف شد یک افتضاح سیاسی بین‌المللی، حاکی از حمل و فروش غیرقانونی اسلحه از اروپای مرکزی به آنگولا توسط دولت فرانسه در دهه ۱۹۹۰ است.
فروش غیرقانونی سلاح به آنگولا توسط فرانسه علیرغم ممنوعیت سازمان ملل در قبال منتفع شدن از درآمد نفت این کشور، منجر به دستگیری‌ها و روندهای قضایی مهمی در دهه ۲۰۰۰ شد. این افتضاح سیاسی ـ تجاری با چندین چهره و شخصیت مهم سیاسی فرانسه گره خورده بود. «آنگولا گیت» در سال‌های دهه ۱۹۹۰ در جریان بود و در همان دوره افشا شد. ۴۲ شخصیت سیاسی و دولتی فرانسه از جمله ژان کریستف میتران (پسر فرانسوا میتران رئیس‌جمهور)، ژاک اتالی، شارل پاسکوا (وزیر کشور سابق)، ژان شارل مارچیانی، پییر فالکون، آرکادی گیداماک، پل لو سولیتزر، ژرژ فِنِچ، فیلیپ کوروا … به جرم معاملات غیرقانونی سلاح، تقلب در مالیات، اختلاس، پولشویی و برخی دیگر جرائم متهم، محاکمه و محکوم شدند.

## فساد راهبردی
فساد راهبردی (Strategic Corruption) نوع جدیدی از فساد است که در حال رشد و گسترش در دنیاست. البته موجودیت آن تازه نیست، امّا از این مفهوم مدّتی است به عنوان برچسب بر شکل نوینی از فساد به‌مثابه انتخاب عامدانه و هدفمند یک راهبرد برای تحقق اهداف سیاسی و استراتژیک ملّی توسط دولت‌ها یا گروه‌های ذی‌نفوذ استفاده می‌شود. فساد راهبردی با اشکال کلاسیک فساد، چون فساد بوروکراتیک و فساد مالی، متفاوت است و در عین حال شباهت‌هایی نیز با آن‌ها دارد. فساد راهبردی در حوزهٔ اقتصاد سیاسی قرا می‌گیرد. فساد راهبردی متکی بر معنای عام فساد یعنی سوءاستفاده از دارایی‌های ملّی و مناصب عمومی برای مقاصد فردی است، امّا از آن فراتر رفته و به دنبال استفادهٔ راهبردی هدفمند از فساد برای تعقیب اهداف ژئوپلیتیک و راهبرد ملّی در درون ساختارهای سیاسی و اقتصادی کشورهایی است که متخاصم انگاشته می‌شوند.
در فساد راهبردی، برخلاف اشکال سنتی فساد، هدف کسب درآمدهای نامشروع و بادآورده نیست، بلکه دستیابی به اهداف سیاسی، نظامی و راهبردی است. البته نتیجهٔ این فساد نیز می‌تواند به کسب منافع مالی و سیاسی برای افرادی منتهی شود، ولی هدف اوّلیه و طراحی‌شده این مسئله نیست. در فساد راهبردی عناصر با نفوذ و دارای رابطه‌قوی در درون ساختارهای سیاسی، فناوری، رسانه‌ای، اطلاعاتی، نظامی و تجاری کشورهای هدف شناسایی شده و با رشوه و اعطای امتیازات مادّی در خدمت گرفته می‌شوند تا خواسته‌های موردنظر در سیاست خارجی و امنیت ملّی کشور متخاصم را دنبال کنند؛ به عبارت دقیق‌تر، در جایگاه یک لابی مخفی به‌گونه‌ای در تدوین سیاست‌ها در کشور هدف اثرگذار شوند که یا منافع دولت مجری فساد راهبردی حاصل شود یا برای آن مشکل‌آفرین نباشد و در شرایطی هم به کاهش حداقلی ضرر منتهی شود. در شکلی دیگر، اطلاعات محرمانه در چارچوب راهبرد موردنظر در اختیار حزب یا کاندیدای خاصی علیه احزاب و کاندیداهای رقیب در کشور هدف قرار داده می‌شود تا نتیجهٔ لازم در انتخابات یا منازعات سیاسی به دست آید. پولشویی و کاهش اثرگذاری تحریم‌ها، نفود در درون نهادها و مؤسسات نظامی و دفاعی برای اطلاع از فناوری‌های جدید، گسترش جاسوسی و ناتوان‌سازی راهبردهای دفاع ملّی یا مأموریت‌های صلح جهانی، دیگر موارد مورد استفادهٔ فساد راهبردی هستند.

## فساد سیستماتیک و ساختاری
در فساد سیستماتیک، سیستم در شکل پویای خود دچار کارکرد معیوب می‌شود و به صورت خودکار نمی‌تواند این عیب را برطرف کند؛ به همین دلیل، این فساد گسترش می‌یابد، به‌طوری که مواجهه با آن به صورت فردی ممکن نبوده و باید عزمی استوار در برخورد با آن صورت گیرد. در فساد ساختاری، فساد به یک نهاد تبدیل شده و قواعد بازی سیاست، آلوده و فاسد می‌شود؛ مثلاً رشوه جزیی لاینفک از نظام اداری شده یا شرط ارتقا، آلودگی و وابستگی و حامی‌گری است. البته فساد ساختاری با فساد سیستماتیک هم‌پوشانی‌هایی دارد. فساد سیستماتیک به معنای فاسد بودن همهٔ دست‌اندرکاران دولتی نیست، بلکه به این مفهوم است که سازوکارهای معیوب در مدیریت وجود دارد و خوداصلاحی نیز دیده نمی‌شود. چنین وضعیتی سه نشانه دارد:
1. تکرار دائمی یک مشکل
2. جابه‌جایی دائمی مشکل از جایی به جای دیگر یا از زمانی به زمان دیگر
3. بروز مشکل در کل سیستم بدون مشاهدهٔ آن در تک‌تک افراد[۳۶]

در فساد ساختاری وضعیتی به وجود می‌آید که در آن فساد به یک فرهنگ یا نهاد تبدیل می‌شود، یعنی فساد به مجموعه‌ای از ارزش‌ها، هنجارها، روابط و قواعد تبدیل می‌شود که بر همهٔ افراد و حوزه‌های جامعه حاکم است. در فساد ساختاری قوه قضائیه اصل بی‌طرفی را کنار می‌گذارد و رسیدگی به پرونده‌های کلان، غیرشفاف، تبعیض‌آمیز و ناعادلانه می‌شود.
بر اساس پژوهش‌های سارا چایز (Sarah Chayes) فساد ساختاری شش ویژگی دارد:
1. شبکه‌ای از خویشان و خودی‌ها حکومت را به دست می‌گیرند.
2. اهرم‌های حکومتی و دولتی را به سود خود و نه به سود منافع ملی و شهروندی به کار می‌برند.
3. کسانی که در ادارات دولتی در خدمتشان نیستند، برکنار یا بی‌قدرت می‌کنند.
4. نیروهای شبه‌نظامی و ضربتی را برای فشار و رویارویی با اعتراض‌کنندگان سازمان‌دهی می‌کنند.
5. با در هم آمیختن فعالیت‌های دولتی و خصوصی، جریان درآمدها را در اختیار می‌گیرند.
6. به اسم مبارزه با فساد، سازمان‌هایی به وجود می‌آورند تا مردم را بفریبند یا آنان را با خود همدست کنند و به همین بهانه، برای رقیب و انتقادگر پرونده بسازند و آن‌ها را به زندان بیندازند.[۳۷]

در فساد سیستماتیک و فساد بزرگ چندین روش و نحوه عملکرد مختلف به‌طور همزمان برای نیل به مقصود به‌کار گرفته می‌شوند.

### رشوه
رشوه (رشوه‌خواری) عبارت است از استفاده نادرست از هدیه و مرحمت برای کسب نفع شخصی. البته در مناطق و فرهنگ‌های مختلف می‌تواند اسامی متفاوتی داشته باشد. رشوه از عام‌ترین و رایج‌ترین نوع فساد است. مرحمت‌ها در رشوه خواری می‌توانند هدیه، مرحمت‌های جنسی، سهام شرکتها، تفریحات، اشتغال و انتفاع سیاسی و غیره باشند. رشوه می‌تواند در ازای رفتار تبعیض آمیز، افشای اسرار یا نادیده گرفتن جنایت پرداخت شود.
رشوه گاه ممکن است به عنوان استفاده سیستمی از فساد برای سایر مقاصد باشد، مثلاً ارتکاب فساد بیشتر.
رشوه‌خواری می‌تواند مسئولان و مأموران دولتی را در برابر تهدید و اخاذی آسیب‌پذیر کند.

### اختلاس، دزدی و تقلب
اختلاس و دزدی عبارت است از اینکه فرد به‌طور غیرقانونی بودجه یا اموال را به تملک خود درآورد. تقلب هنگامی است که با فریب مالک اموال را متقاعد کنند تا دارایی‌ها را به طرف بی‌صلاحیت و غیرمجاز واگذار کند. برای مثال منحرف کردن اموال یک شرکت به سوی شرکت‌های مشکوک یا غیرواقعی shadow companies و سپس انتقال آن‌ها به جیب کارمندان فاسد شرکت اوّل، یا دزدی از کمک‌های بین‌المللی و خارجی، کلاهبرداری و دیگر فعالیت‌های فسادآمیز.

### پیوند
«پیوند، Graft» نوعی فساد سیاسی بسیار رایج است که در طی آن سیاستمداران با سوءاستفاده از موقعیت و قدرت خود بودجه‌هایی را که برای پروژهای معینی تصویب شده‌اند، به سویی منحرف می‌کنند تا حداکثر نفع برای نزدیکانشان، شرکت‌ها یا افراد در ارتباط با آن‌ها حاصل شود.

### اخاذی و تهدید
همان‌طور که پرداخت رشوه، تشویق افراد به فساد است، باج‌گیری و اخاذی نوع منفی و همراه با خشونت فساد است که می‌تواند تهدید به اعمال خشونت یا زندانی کردن به‌طور غیرقانونی یا حتی تهدید به افشای جرائم قبلی فرد باشد. برای مثال تهدید یک مسئول دولتی و با نفوذ به اینکه اگر معالجات پزشکی سریع یا خارج از نوبت دریافت نکند یا یک موضوع اداری بنا به خواست وی حل نشود یا مبلغ پولی که خواسته است به او تحویل نگردد، اسراری را که در اختیار دارد، به نشریات خواهد فرستاد.

### قاچاق نفوذ
قاچاق نفوذ Influence peddling یعنی شخص از نفوذش در دولت و آشنایی‌اش با مقامات حکومتی برای کسب رفتار تبعیض‌آمیز به نفع شخصی ثالث سوءاستفاده کند. این فعالیت معمولاً در قبال پرداخت پول صورت می‌پذیرد.

### شبکه‌سازی
شبکه‌سازی Networking روش مؤثری برای جویندگان شغل است و به ایشان امتیاز قابل توجهی نسبت به سایر متقاضیان در بازار کار می‌دهد. عملکرد آن بدین ترتیب است که شبکه‌ساز سعی می‌کند تا روابط دوستانه و نزدیکی با کارفرمایان، هیئت داوری انتخاب کارمند و غیره برقرار کند، به امید اینکه از این روابط برای اعمال نفوذ در تصمیم ایشان در استخدام یک متقاضی شغل سوءاستفاده نماید. شبکه‌سازی نوعی فساد است که با دخالت غیرقانونی سعی در تخریب روند رسمی و عادی استخدام را دارد، به‌جای اینکه نامزدها بر اساس لیاقت‌ها و کیفیت‌هایشان و به‌طور عادلانه و با شانس مساوی  انتخاب شوند. در نتیجه اشخاص بی‌کفایت می‌توانند با سود بردن از این نوع ارتباطات شغل افراد لایق‌تر و مناسب‌تر را غصب کنند.

### سوءاستفاده از قدرت
سوءاستفاده از قدرت تصمیم‌گیری Abuse of discretion، زمانی‌ست که مسئولی دولتی یا حکومتی و غیره قدرتش را در اخذ تصمیمات نادرست و غیرقانونی به کار ببرد. برای مثال وقتی قاضی برخلاف مقررات، مجرمی را تبرئه کند یا مأمور گمرکی که اجازهٔ عبور یا ورود قاچاق را بدهد.

### دوست‌گماری و خویشاوندسالاری
دوست‌گماری، خویشاوندسالاری یا قبول مرحمت و هدایا در ازای اعطای امتیاز و دوستی با آوردگان آن‌ها Clientelism، از انواع فساد هستند؛ مثلاً استخدام یکی از اعضای خانواده یا یک فرد هم‌حزب سیاسی صرفنظر از استحقاق واقعی ایشان برای آن کار، نمونهٔ رایجی از این فساد است. جالب اینکه برخی حکومت‌ها این نوع فساد را ممنوع نمی‌کنند.

## فساد قانونی
گرچه فساد اغلب یک فعالیت غیرقانونی به حساب آمده است، ولی یک مفهوم تکامل یافته از فساد قانونی که توسط دانیل کوف من و پدرو وینسنت  Daniel Kaufmann and Pedro Vicente تشریح و توصیف شده است، آن را به‌طور خلاصه چنین تعریف می‌کند: «روند فاسدی که تحت حمایت مقررات و در داخل یک چهار چوب قانونی جای گرفته است.»

### نمونه‌ای از فساد قانونی
در سال ۱۹۷۷ ایالات متحده آمریکا قانون اف سی پی ای FCPA را وضع کرد
که هدف آن غیرقانونی اعلام کردن پرداخت به دولت‌های خارجی به منظور کسب امتیاز تجاری است و سایر کشورهای عضو او ایی سی دی OECD را نیز دعوت به اجرای این قانون نمود. در ۱۹۷۷ در همین رابطه قانون ضد رشوه‌خواری او ایی سی دی OECD نیز به امضای کشورهای عضو رسید.
۱۷ سال پس از به اجرا گذاشتن قانون آف سی پی اَی FCPA، یک کمیسیون پارلمانی در شهر بن (آلمان) یک تحقیق مقایسه‌ای پیرامون فساد در کشورهای صنعتی عضو او ایی سی دی OECD به عمل آورد که در نتیجهٔ آن کشف شد که در اکثر کشورهای صنعتی (در ۱۹۹۴) فساد خارجی قانونی بوده است، البته فعالیت‌های فاسد خارجی گاه کوچک‌تر و محدودتر بودند، مثل نوعی کاهش در مالیات و گاه خیلی مهم‌تر و سیستمی، مثل آلمان که در واقع یک دستورکار و عملکرد عادی و روتین بود، در حالی که فساد در داخل کشور تحت تعقیب قرار می‌گرفت. در نتیجه، کمیسیون پارلمانی توصیه کرد که برای حمایت از صنایع صادرکننده، پیشنهاد کمیسیون قبلی مبنی بر محدود کردن فساد خارجی شرکت‌های آلمانی را که بر پیروی از قانون اف سی پی اَی FCPA آمریکا بود، رد کنند. تنها پس از اینکه پیمان‌نامه ضد رشوه‌خواری او ایی سی دی OECD به اجرا گذارده شد، در سال ۱۹۹۹ آلمان فساد خارجی را غیرقانونی کرد.

#### فعالیت‌های فساد خارجی کشورهای صنعتی عضو او ایی سی دی OECD ۱۹۹۴
(تحقیقی از کمیسیون پارلمانی بن).
Foreign corrupt practices of industrialized OECD countries 1994 study
بلژیک:
پرداخت‌های رشوه به‌طور کلی قابل کسر از مالیات هستند، به عنوان هزینه فعالیت تجاری، به شرطی که آدرس و مشخصات رشوه‌گیرنده قید شود. در شرایط ذیل کسر مخارج رشوه در ارتباط با صادرات قابل کسر مالیاتی هستند، حتی بدون ارائه رسید:
1. پرداخت باید ضروری باشد برای بقا در رقابت با شرکت‌های خارجی.
2. پرداخت‌ها باید در ان صنف عادی باشند.
3. یک فرم مخصوص هر ساله در این رابطه باید به خزانه‌داری فرستاده شود.
4. پرداخت باید قابل توجیه و به‌جا باشد.
5. پرداخت‌کننده باید یک وجه کلی (در حدود ۲۰ درصد) به خزانه‌داری بپردازد.

در صورت عدم وجود پاسخ به شرایط فوق، شرکت‌هایی که رسید پرداخت رشوه ندارند، به پرداخت مالیات مخصوص ۲۰۰ درصدی محکوم می‌شوند.
البته این مالیات مخصوص می‌تواند به تناسب و با محاسبه میزان رشوه پرداخت شده، به عنوان هزینه عملیاتی کاهش یابد.
دانمارک:
پرداخت رشوه قابل کسر از مالیات هستند؛ در صورتی که عملیات تجاری روشن بوده و کفایت آن حفظ شده باشد.
فرانسه:
اساساً تمام هزینه‌ها قابل کسر از مالیات هستند. هرچند هزینه پرسنل باید در ارتباط و متناسب با کار انجام شده باشد و نباید به‌طور غیرقابل توجیهی نسبت به ارزش و اهمیت کلی عملیات، گران بوده باشد. این مقررات شامی پرداخت پول به کارمندان خارجی نیز می‌شود. اسم و آدرس دریافت‌کننده پول باید قید شود، مگر اینکه مبلغ کمتر از ۵۰۰ فرانک فرانسه باشد. اگر دریافت‌کننده معرفی نشود، مبلغ پرداخت شده «دستمزد مخفیانه» قلمداد خواهد شد و مقررات بی‌مزیت زیر شامل حالشان خواهد شد.
ــ هزینه‌های رشوه قابل کسر از مالیات نخواهند بود.
ــ شرکت‌های بزرگ و موجودیت‌های حقوقی باید یک جریمه مالیاتی به میزان ۱۰۰ درصد مبلغ پرداخت شده (رشوه) و ۷۵ درصد برای دیرکرد اعلام مالیاتی بپردازند.
ــ ممکن است یک جریمه نقدی ۲۰۰ فرانک فرانسه، شامل هر یک مورد بشود.
ژاپن:
در ژاپن رشوه را می‌توان به عنوان هزینه کسب و کار از مالیات کم کرد، در صورتی که نام و مشخصات دریافت‌کننده قید شده باشد. این موضوع شامل پرداخت‌ها به کارمندان و مأموران خارجی نیز می‌شود.
کانادا:
در این کشور قانونی کلی به نفع یا بر ضد کم کردن هزینه رشوه از مالیات وجود ندارد. روش مرسوم این است که رشوه‌های پرداخت شده برای عقد قراردادها، قابل کسر از مالیات هستند. از جمله پرداخت رشوه به مسئولان دولتی، قضات و سایر کارمندان در این مقوله قرار می‌گیرند.
ایالات متحده آمریکا:
رشوه قابل کسر از مالیات است؛ اگر خلاف قوانین اف سی پی ایی نباشد.
بریتانیا:
رشوه قابل کسر از مالیات است؛ اگر برای هزینه‌های عملیاتی شرکت بوده باشد.

#### فساد قانونی ویژه: منحصراً بر ضد کشورهای خارجی
Specific" legal corruption: exclusively against foreign countries
با استناد به توصیه‌های کمیسیون‌های مالی پارلمانی که جلوتر نام برده شد، دولت هلموت کهل - در آلمان (۱۹۴۱–۱۹۹۴) تصمیم گرفت تا قانونی بودن پرداخت رشوه به مسئولان خارجی و قابل کسر مالیاتی بودن این مخارج، در طی معاملات بین‌المللی را کماکان حفظ کند که البته چنین فعالیت فسادآمیزی آشکارا در مغایرت با مصوبات او ایی سی دی (۱۹۹۴) است. این قانون تا سال ۱۹۹۹ در آلمان تغییر نکرد. بنا به کمیسیون ملی پارلمانی اکثریت کشورها در سال ۱۹۹۴ قوانین ضد فساد را رعایت کرده و مثل آلمان از دیدگاه منافع ملی با آن برخورد نمی‌کرده‌اند.
مخصوصاً امکان افشا نکردن نام دریافت‌کنندگان رشوه برای کسر مخارج از مالیات، سد مهمی در راه سیستم قضایی کشورهای خارجی در تعقیب و شناسایی رشوه‌گیرندگان بود. بدین ترتیب یک شبکه مهم از دوستی‌ها و ارتباطات محرمانه فسادآمیز در بازار مشترک اروپا و بعدها در اتحادیه اروپا و منطقه یورو پدید آمد. علاوه بر این در آن دهه‌ها برای تقویت هر چه بیشتر شبکه فساد، تعقیب و مجازات فراریان از مالیات خیلی محدود شده بود. مأموران مالیاتی آلمان دستور داشتند که از افشای نام رشوه‌گیرندگان در جریان تحقیقات مالیاتی و روندهای قضایی خودداری کنند. در نتیجه، شرکت‌های آلمانی به‌طور سیستمی از سال ۱۹۸۰ تا به امروز برای تغذیه حساب‌های ذخیره محرمانه‌شان، حجم اقتصاد غیررسمی خود را ۳۵۰ میلیارد یورو در سال افزایش داده‌اند.

### پرونده فساد شرکت زیمنس
در سال ۲۰۰۷، شرکت زیمنس در یک دادگاه جنایی به اتهام پرداخت ۳٫۵ میلیون یورو رشوه به شرکت ایتالیایی انل Enel Power SpA برای به دست آوردن یک قرارداد ۲۰۰ میلیون یورویی محکوم شد. دولت ایتالیا یکی از سهامداران انل است. معامله از طریق حساب‌های مخفی در سوئیس و لیختن‌اشتاین اجرا شده بود که دقیقاً برای این‌گونه استفاده‌ها ایجاد شده بودند. از آنجایی که این جرم پس از به اجرا درآمدن قانون ضد فساد او ایی سی دی OECD صورت گرفته بود، لذا قابل تعقیب قضایی بود. بنا به گفتهٔ استادان حقوق سالینجر و گد Frank Saliger and Karsten Gaede برای اولین بار دادگستری آلمان یک پرونده فساد در خارج را مثل فساد در داخل کشور مورد دادرسی قرار داد، گرچه هنوز این قوانین از رقبای خارجی در این‌گونه دعاوی حمایت نمی‌کند. در طی دادرسی آشکار شد که حساب‌های مخفی متعددی برای این‌گونه مصارف ایجاد شده بودند.

## فساد، مانع رشد اقتصادی
فساد به‌طور جدی نقشی منفی و بازدارنده در سرمایه‌گذاری‌های خصوصی و در نتیجه پایین آمدن رشد اقتصادی ایفا می‌کند، و همچنین سود دهی فعالیت‌های تولیدی را کاهش می‌دهد.
اگر سوددهی فعالیت‌های تولیدی و اقتصادی نسبت به سودآوری فعالیت‌های فاسد کاهش یابد، در بلندمدّت به تدریج سرمایه‌ها به سوی بخش فاسد هدایت خواهند شد. این سبب می‌گردد که از حجم سرمایه‌ها و سرمایه‌گذاری‌های مثبت و مفید از جمله نیروی‌های انسانی کارآمد، در کشورهای فسادزده کاسته شود. فساد سبب افزایش نابرابری‌ها، کاهش سوددهی تولید و در نتیجه افزایش اقتصاد دلالی و رواج فساد می‌شود. افزایش نابرابری‌ها نه تنها باعث ایجاد ناامیدی و سرخوردگی قشرهای محروم می‌شود، بلکه سطح تولید، رشد اقتصادی و اشتغال‌زایی را نیز پایین می‌آورد.

## علل فساد
بنا بر یک نظرسنجی در سال ۲۰۱۷، عوامل زیر به عنوان علل و انگیزه‌های فساد معرفی شده‌اند:
- طمع پول، قدرت، لوکس یا هر آرزو و میل مادی دیگر
- اقتصاد و سیاست شدیداً انحصاری شده
- سطح پایین دموکراسی، مشارکت مدنی ضعیف و شفافیت سیاسی خیلی کم
- دیوان سالاری سنگین و دستگاه اداری ناکارآمد و بی‌کفایت
- آزادی کم مطبوعات
- آزادی کم اقتصادی
- تمایزات قومی مهم و سطح بالای تبعیض در جامعه و پارتی‌بازی
- عدم تساوی دو جنس
- عدم ادغام کافی در سیستم اقتصادی جهانی
- دستگاه دولتی عرض و طویل
- دولت شدیداً متمرکز
- در مستعمرات سابق فرانسه، بلژیک، پرتغال و اسپانیا فساد بیشتری به چشم می‌خورد، در مقایسه با مستعمرات سابق بریتانیا یا هلند
- دارا بودن ذخایر و معادن
- فقر
- بی‌ثباتی سیاسی
- حقوق مالکیتی ضعیف
- سرایت فساد از کشورهای همسایه
- سطح پایین آموزش
- دسترسی ضعیف به اینترنت

### پیشگیری از فساد
ر. کلیتگارد R. Klitgaard این فرضیه را ارائه می‌دهد که فساد به وقوع خواهد پیوست چنانچه نفع حاصل از آن بیشتر از مجازات یا جریمه ضربدر احتمال دستگیری و محاکمه باشد. درجه فساد از یک طرف تابع میزان انحصار و قدرت تصمیم‌گیری در این مورد است: که چه کسی می‌تواند به چه مقدار منتفع گردد و از طرف دیگر تا به چه حد این فعالیت قابل رسیدگی و حساب‌پرسی خواهد بود. از طرفی مجازات خفیف و احتمال ضعیف دستگیری فقط زمانی به فساد منجر می‌گردند که مردم تعهدات اخلاقی را نادیده بگیرند.
معادله اصلی کلیگارد توسط س. استفان C. Stephan به‌شکل زیر اصلاح شد:
میزان فساد  = انحصار + قدرت تصمیم‌گیریی ـ شفافیت ـ اخلاق 
بنا به استفان، بُعد اخلاقی یک بخش ذاتی و یک بخش خارجی دارد. جزء ذاتی آن اشاره به موضوع ذهنی دارد و جزء خارجی وابسته به عوامل مادی بیرون از ذهن است، نظیر فقر، کمبود درآمد، شرایط کاری نامناسب یا غیرعملی که مردم را وادار می‌کند به دنبال راه‌حل‌های «جایگزین» بروند. بر اساس فرمول تصحیح شده کلیتگارد، محدودیت انحصار، قدرت تصمیم‌گیری کنترل شده افراد، شفافیت تحت نظارت هم‌زمان سازمان‌های غیردولتی مستقل و رسانه‌ها به‌علاوه دسترسی عموم به اطلاعات قابل اعتماد، می‌توانند این مشکل را کاهش دهند.
کسی که به راحتی دروغ گوید، فساد نتیجهٔ اعمالش خواهد بود؛ هر چند برای برون‌رفت از مشکلات باشد؛ امّا اگر انسان روراستی را برگزیند، اعمالش اصلاح شده و فساد برداشته خواهد شد.
جانکوف Djankov و دیگر محققان، با استناد به شواهد به دست آمده به‌طور مستقل، از کشورهای توسعه یافته و عقب‌مانده، نقش اطلاعات را در مبارزه با فساد، بسیار مهم می‌دانند. آشکار کردن اطلاعات مالی مسئولان دولتی برای عموم همگام است با بهبود شفافیت و پاسخگویی تشکیلاتی و سوءرفتاری نظیر خرید آرای انتخاباتی را از بین می‌برد. تأثیر این روش مخصوصاً زمانی قابل ملاحظه می‌شود که شامل منبع درآمد سیاستمداران باشد با در نظر گرفتن بدهی‌ها و دارایی‌هایشان، نه فقط میزان درآمد. هر عامل خارجی که ممکن است سطح انضباط اخلاقی را پایین بیاورد باید حذف شود. به‌علاوه یک مملکت باید فرهنگ معیار اخلاقی بالا را در جامعه رایج سازد؛ با نمونه ارائه کردن رفتار صاحب منصبان دولتی معیارهای اخلاقی افراد جامعه را افزایش دهد.

### افزایش مشارکت جامعه مدنی
ایجاد مکانیسم از پایین به بالا bottom-up mechanisms، ترویج مشارکت شهروندان و تشویق ارزش‌های درستکاری، جوابگویی و شفافیت، اجزای حیاتی مبارزه با فساد هستند. به کار گذاشتن «مرکز دفاع و مشاوره حقوقی Advocacy and Legal Advice Centres» منجر شد به افزایش شمار شکایت‌های ثبت شده شهروندان بر ضد فساد و همچنین منتهی گشت به پرورش یک استراتژی برای مدیریت خوب با مشارکت شهروندان در نبرد علیه فساد.

## برنامه‌های مبارزه با فساد

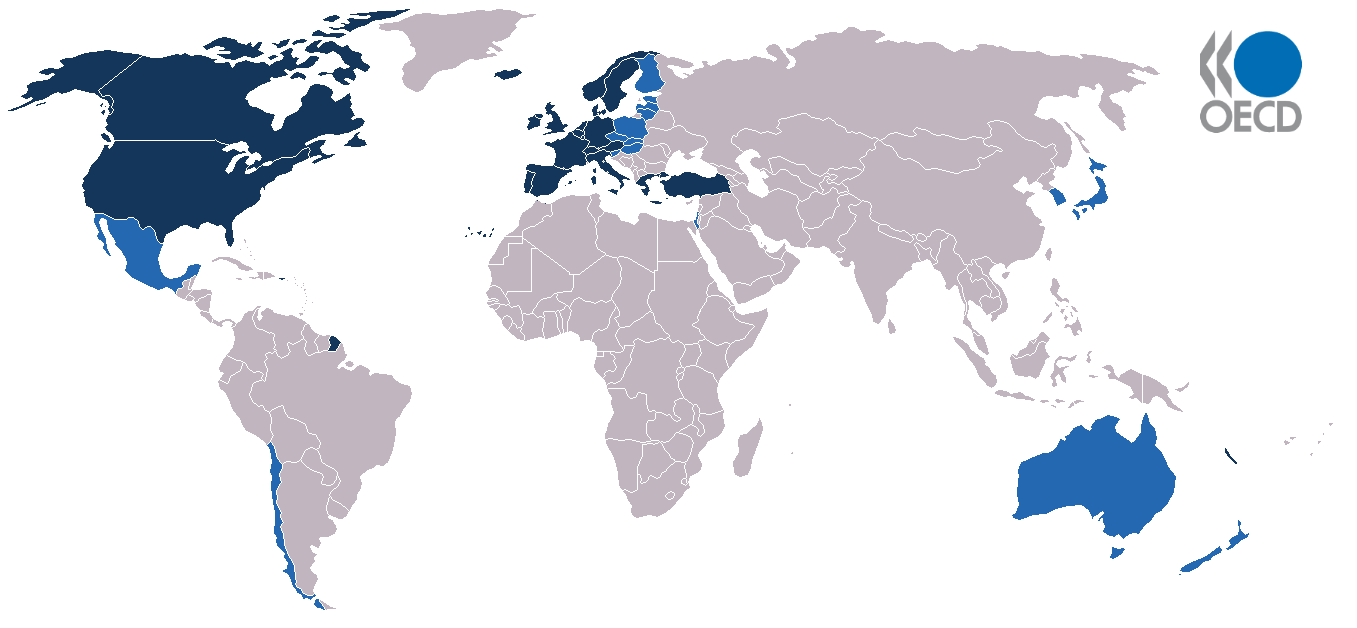
OECD

قانون «فعالیت‌های فسادآمیز خارجی» Foreign Corrupt Practices Act
یک الگوی قانونی اوّلیه برای بسیاری از کشورهای غربی صنعتی عضو «او ایی سی دی OECD سازمان همکاری و توسعه اقتصادی» بود. آنجا برای نخستین بار رویکرد قدیمی «صلاح دید مأمور» principal-agent approach (مسئله کارفرما-کارگزار) به عقب رانده شد که بنا به آن به‌طور کلی قربانی و عوامل غیرفعال و انفعالی فساد مورد توجه بودند، در حالی که اعضای فاسد فعال مورد توجه و تعقیب قانونی قرار نمی‌گرفتند. به نحوی بی‌سابقه برای نخستین بار قوانین یک کشور صنعتی مستقیماً فساد فعال، به‌ویژه در نقل و انتقالات مالی بین‌المللی را محکوم می‌کرد، آنچه که در آن هنگام در مغایرت با فعالیت‌های ضد رشوه‌خواری بانک جهانی و سازمان زاییده آن spin-off organization یعنی شفافیت بین‌الملل بود.
از سال ۱۹۸۹ OECD سازمان همکاری و توسعه اقتصادی یک کمیته موقت بررسی hoc Working Group تشکیل داد به منظور تبیین مفاهیم اصلی در مسئله فساد، و بکار گذاردن قوانین ملی در مورد تخلفاتی که تماماً یا بخشی از آن‌ها در خارج از کشور وقوع یافته‌اند. بر اساس مفاهیم و روش اف سی پی ای FCPA، یک کمیته تحقیقی در سال ۱۹۹۴معرفی شد و سپس دستورالعمل‌های ضد رشوه‌خواری او ای سی دی OECD به عنوان پیشقراولِ پیمان نامه OECD برای مبارزه با رشوه‌خواری مسئولان دولت‌های خارجی در عملیات تجاری بین‌المللی عرضه گشت که در سال ۱۹۹۷ به امضای کلیه کشورهای عضو رسید و نهایتاً در ۱۹۹۴ به اجرا گذارده شد.
به سبب جریان داشتن فعالیت‌های مخفی فساد بین‌المللی، چندین مکانیسم برای نظارت و مراقبت کشورها توسط سازمان همکاری و توسعه اقتصادی OECD ایجاد شده تا استعدادها و فعالیت‌های ملی را به نحوی توسعه دهند که قادر به نبرد با فساد خارجی باشد.
بررسی و نظرسنجی نشان داده است که بالا بردن سطح استانداردهای عملی و اخلاقی شرکت‌های متعلق به کشورهای امضاکننده پیمان‌نامه ۲۰۱۰، سبب شده که ایشان کمتر به رشوه‌خواری متوسل شوند.
در سال ۲۰۱۳ سندی که توسط بخش اقتصادی و خصوصی حرفه‌ای، دانش کاربردی و میز خدمات ارائه شد، حاکی از وجود فعالیت‌های ضد فساد از این قرار است:
1. تئوری مبارزه با فساد از روش قدیمی «صلاح دید مأمور، principal-agent approach» که به نظر در دفع فساد سیستمی نارسا می‌آید، به سیستم «کار گروهی، Collective action problem» تغییر یافته است.
2. نقش سازمان‌های چند جانبه ای، در مبارزه با فساد بسیار مهم و تعیین‌کننده بوده است. یو ان سی ای سی - UNCAC انکاک ، کنوانسیون ضد فساد سازمان ملل[۶۶]

یک دستورالعمل مشترک برای تمام کشورهای جهان ارائه می‌کند.
هر دو نهاد شفافیت بین‌الملل و بانک جهانی برای تشخیص و طراحی سیاست‌های ضد فساد، به دولتهای ملی کمک و یاری می‌رسانند.
۳- در سال‌های اخیر، پس از امضای یو ان سی ان سی UNCAC استفاده از سازمان‌های ضد فساد افزایش مهمی یافته‌اند. آن‌ها شواهد قانع‌کننده‌ای برای توسعه میزان مشارکت‌شان یا راه بهتری برای سازمان دادن به آن نیافتند.
۴ـ به‌طور ستنی سیاست‌ها و روش‌های مبارزه با فساد مبنی بر تجارب موفقیت امیزگذشته و قضاوت عقل سلیم بوده‌اند. در سال‌های اخیر تلاش شده تا یک ارزیابی سیستمی از میزان موفقیت روش‌های ضد فساد به عمل بیاید، در نتیجه کشف کردند که این مبحث هنوز در مراحل ابتدایی حیات خویش است.
۵- سیاست‌های ضد فسادی که اجرای آن‌ها به کشورهای در حال توسعه توصیه می‌شوند، ممکن است برای ممالکی که بتازگی از جنگ خارج شده‌اند مناسبت نداشته باشند.
سیاستهای ضد فساد برای دولتهای ضعیف و شکننده، می‌بایست با ظرافت و دقت طراحی شوند.
۶- سیاست‌های ضد فساد می‌توانند به رشد فعالیت‌های اقتصادی کمک کنند. شواهدی در دست است که کاهش فساد تجارت و اقتصاد را رونق می‌بخشد و سبب افزایش تولید شرکت‌ها می‌گردد. کشور رواندا پیشرفت حیرت‌انگیزی در بهبود مدیریت و محیط اقتصادی نموده است که می‌تواند به عنوان الگو برای ممالکی که از جنگ خارج شده‌اند، به کار رود.

### شش استراتژی پیشنهادی مبارزه با فساد
گروه بانک جهانی - با مطالعه صدمات و ضررهایی که فساد بر جامعه و ارکان یک مملکت وارد می‌آورد و در تلاش برای یافتن راه حلی عملی و مؤثر، روز اکرمن Rose Ackerman (۱۹۹۸) استراتژی دو جانبه ای برای مبارزه با فساد پیشنهاد می‌کند:
اوّل، بالا بردن سود درست کار بودن برای افراد
دوم، افزایش هزینه مبادرت به فساد نمودن
به عبارتی یک ترکیب حساس و هوشمندانه از تشویق مادی به درستکاری و تنبیه خلافکاری که در شش رویکرد مکمل زیر بیان شده‌اند.
۱ـ پرداخت حقوق مکفی به کارمندان دولت.
اگر حقوق مأموران حکومتی و دولتی خیلی ضعیف باشد (در اغلب کشورهای رو به توسعه چنین است) آن‌ها ناچار خواهند شد تا از راه‌های غیرقانونی بر درآمد خود بیافزایند.
۲ـ ایجاد «شفافیت» و امکان بازرسی خرج‌های دولت
تمامی دولت‌ها کمابیش این عملیات را بر عهده دارند؛ پرداخت یارانه‌ها، تصویب معافیت‌های مالیاتی، ارائه کالا و خدمات مختلف، ارائه وام‌های کوچک همچنین جمع‌آوری مالیات‌ها، جمع‌آوری بودجه و سرمایه از بازارهای تجاری، دریافت کمک‌ها ی خارجی … و البته استفاده از این سرمایه و بودجه‌ها در مسیر طرح‌ها و پروژه‌های دولتی. هر چه میزان شفافیت در این روندها بیشتر باشد شهر وندان به همان نسبت قدرت نظارت و کنترل بهتری بر عملکرد منتخبین سیاسی، مأموران دولتی و اجرایی خواهند داشت و در نتیجه از رفتارهای فساد آمیز کاسته خواهد شد.
کشور نیوزیلند بالاترین رتبه در شفافیت روندهای دولتی و حکومتی از جمله در زمینهٔ تعیین و نحوه صرف بودجه‌ها را در جهان دارد.
۳ـ قطع نوار قرمز
دیوان‌سالاری عظیم و سنگین با قوانین غیر ضروری ریز و درشت و دست و پاگیر مأمن و محمل مناسبی برای رشد و دوام فساد است. فقط قوانین اصلی و ضروری باید حفظ شوند و مقررات جزئی که کارایی و فایده آن‌ها روشن نیست، می‌بایست حذف شوند.
روز اکرمن می‌گوید: «روشن‌ترین و بدیهی‌ترین راهکار، حذف قوانینی است که محل پرورش فساد هستند.»
۴ـ جایگزین کردن یارانه‌های و تخفیف‌های ناعادلانه با کمک‌های مادّی حساب‌شده
یارانه‌ها می‌توانند مثال دیگری از نقش سیاست‌های دولت در منحرف کردن انگیزه‌ها و ایجاد زمینه برای فساد باشند. بسیاری از سوبسیدها و یارانه‌های دولتی در حقیقت کمک به مصرف‌کنندگان ثروتمند است. تحقیقات IMF صندوق بین‌المللی پول (۲۰۱۳) نشان می‌دهد یارانه‌های دولتی برای انرژی به ۲٫۵ درصد GDP تولید ناخالص داخلی جهانی یا ۸ درصد درآمد دولت‌ها بالغ می‌گردد. برای نمونه، یارانه‌هایی که برای مصرف بنزین «در تناسب مثبت با میزان مصرف» پرداخت می‌شوند در واقع کمک به قشرهای ثروتمند جامعه است و تشدید آلودگی هوا را بدنبال دارد. یارانه‌ها اغلب منجر به سوء مدیریت، ایجاد کمبود، رشد قاچاق، ایجاد بازار سیاه و در نتیجه افزایش فساد می‌شوند.
۵ـ ایجاد عهدنامه‌های همکاری بین‌المللی
از آنجایی که فساد روز بروز بیشتر جنبه و عملکرد بین‌المللی بخود می‌گیرد، ایجاد عهد نامه‌های همکاری بین‌المللی در مبارزه با فساد یکی از کلیدهای اصلی موفقیت است.
این راهکار و شیوه برخورد در ده سال گذشته رشد و تکامل قابل ملاحظه ای داشته است.
افزون بر قانون ضد رشوه خواری سازمان همکاری و توسعه اقتصادی OECD، کنوانسیون ضد فساد سازمان ملل در سال ۲۰۱۳ به امضای ۱۴۰ کشور رسید. انکاک 
امیدهای زیادی ایجاد کرده است زیرا؛ یک چهار چوب جهانی مبارزه با فساد بکار گذاشته است که در بر گیرنده کشورهای در حال توسعه و ممالک پیشرفته می‌شود؛ و شامل فساد داخلی و خارجی، اخاذی، راهکارهای پیشگیرنده، ضد پولشویی، ضد منافع متناقض، بازیافت دارایی‌های خلاف قانون و بسیاری دیگر است.
۶ـ به‌کارگیری فناوری هوشمند
به‌کارگیری فناوری‌های مدرن و اینترنت می‌توانند نقشی اساسی در مبارزه با فساد به ویژه در مواردی که مسئولین دولتی در ارتباط و معامله مستقیم با مردم هستند، ایفا کنند. اینترنت می‌تواند کمک مؤثری در شفافیت روابط بین بخش خصوصی کسب و کار و دولت بازی کند، منع شیوع رشوه خواری، منحرف کردن بودجه‌ها و غیره بشود.
کشور شیلی با به‌کارگیری فن آوری اینترنت توانسته است تا شفاف‌ترین سیستم خریدهای کالا و خدمات دولتی در جهان را بنا کند. این سیستم الکترونیکی که برای خرید و استخدام‌های دولتی به کار می‌رود و در سال ۲۰۰۳ بنا گذاشته شد، از کارایی و شفافیت بی‌نظیری برخوردار است.

### حق دسترسی به اطلاعات در هند

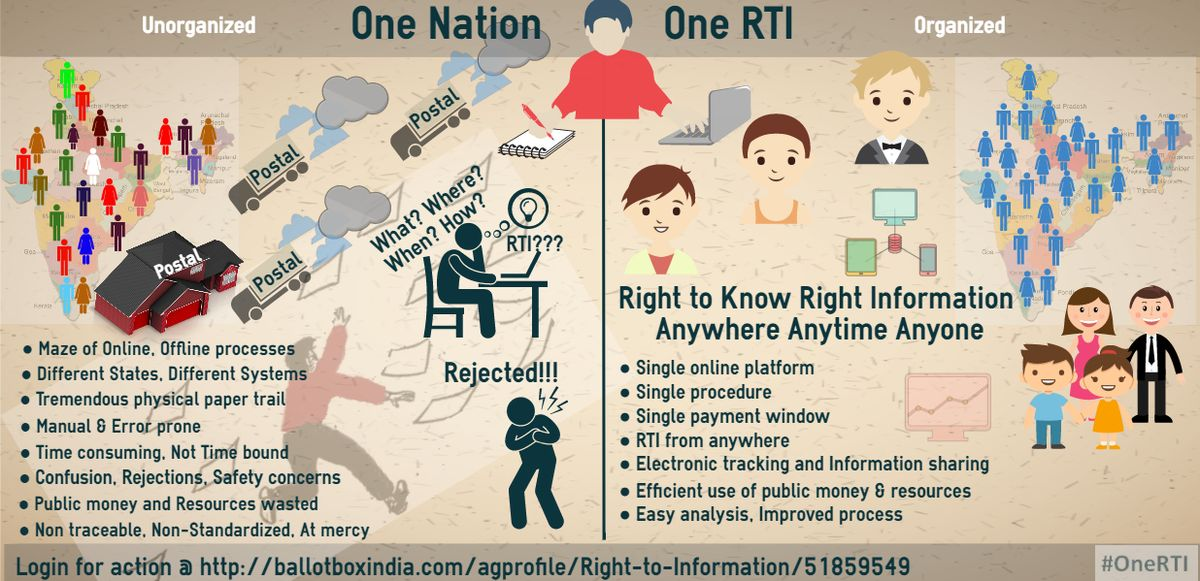
قانون حق دسترسی به اطلاعات در هند

«قانون حق دسترسی به اطلاعات» در سال ۲۰۰۵ در پارلمان هند به تصویب رسید. بنا به ان هر شهروند هندی می‌تواند از مسئولین دولتی و حکومتی کسب اطلاع بنماید و ایشان موظفند در کمتر از ۳۰ روز پاسخ بدهند. همچنین قانون، سازمان‌های دولتی و عمومی را موظف می‌سازد تا دسته‌های خاصی از اطلاعات را بمنظور سهولت دسترسی از طریق کامپیوتر و به‌طور الکترونیکی در اختیار شهر وندان بگذارد.
فساد در در هند مانند بسیاری ممالک در حال رشد دامنه گسترده‌ای دارد. نمونه‌های بسیاری از صدمات و ضررهای ناشی از فساد اداری وجود دارند، برای مثال؛ قشرهای فقیری در روستاهای دور افتاده هند نیازمند کمک‌های غذایی دولت هستند ولی در مواردی به دلیل فساد مسئولین این مواد خوراکی بدست روستائیان نمی‌رسند. پس از تصویب قانون حق دسترسی به اطلاعات روستائیان می‌توانند مقدار و تاریخ ارسال مواد و دیگر اطلاعات لازم را از مأمورین دولت تقاضا کنند و با مقایسه آن‌ها با میزان واقعی کمک‌ها در محل، به ارتکاب فساد پی ببرند.
یک کنشگر ضد فساد می‌گوید " حال دیگر مسئولین از ارتکاب به فساد وحشت دارند، زیرا می‌دانند تا سالها بعد امکان کشف ان وجود دارد "
نهضت " حق دسترسی به اطلاعات "
در سال ۱۹۹۶ در یک شهر کوچک ایالت راجستان هند بمنظور مبارزه با فساد آغاز شد، و در سال ۲۰۰۵ منجر به تصویب قانونی به همین نام گشت. گسترش فوق‌العاده فساد سبب شد شهر وندان بسیاری به این حرکت بپیوندند و بمنظور ایجاد شفافیت هر چه بیشتر و نظارت بر عملکرد مسئولین دولتی و جلوگیری از سوء استفاده، خواستار آزادی دسترسی به اطلاعات شدند. البته پیوسته مقاومت‌های زیادی از جانب مأموران دولتی فاسد در جهت آهسته کردن روند آزاد سازی اطلاعات و ممانعت از اجرای درست این قانون بعمل می‌آید، که کنشگران ضد فساد به‌طور دائم با ان مقابله می‌کنند.

### نهضت ضد فساد در هند

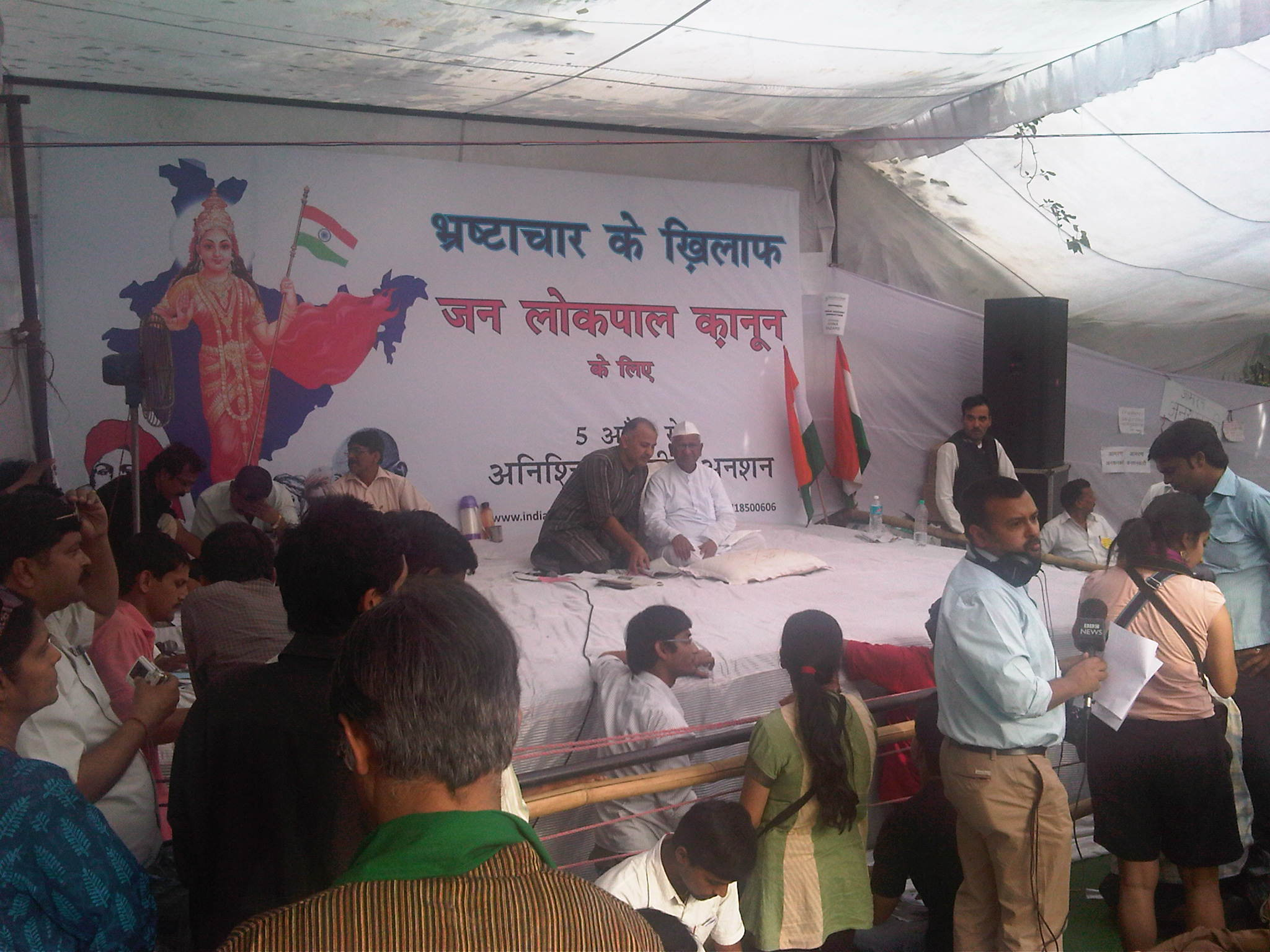
نهضت ضد فساد در هند

نهضت ضد فساد از سال ۲۰۱۱ با یکسری تظاهرات در سراسر هند به منظور مبارزه با فساد گسترده سیاستمداران آغاز شد. مجله تایم آن را یکی از ۱۰ داستان مهم رده‌بندی کرد. نهضت زمانی به‌طور جدی رشد کرد که انا هزاری Anna Hazare کنشگر ضد فساد اقدام به اعتصاب غذا در دهلی نو نمود. هدف اصلی این حرکت کاهش فساد سیاسی در رده‌های حکومت با تصویب قوانین بود. هدف دیگر شامل بازگرداندن دارایی‌های غیرقانونی افراد فاسد دولت و سیاستمداران از بانک‌های سوئیس می‌شد. این حرکت مردمی طبیعتی صلح آمیز و بدون خشونت داشت مانند؛ تظاهرات خیابانی، با لا بردن سطح آگاهی شهروندان پیرامون فساد، سعی در ارائه و تصویب قوانین ضد فساد، فعالیت در شبکه‌های اجتماعی اینترنت و غیره

### کنوانسیون ضد فساد سازمان ملل متحد UNCAC

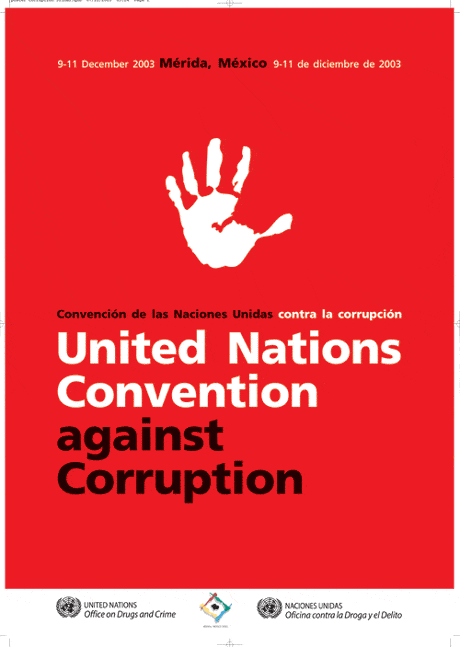
United Nations Office on Drugs and Crime, UNODC

یک معاهده چند جانبه بین کشورهای عضو است که در سال ۲۰۰۳ ارائه و سال ۲۰۰۵ به اجرا گذاشته شد. ۱۴۰ کشور از امضا کنندگان این عهد نامه هستند، که هدف از ان توافق بر تصویب و اجرای یکسری قوانین ضد فساد و توسعه روندهای مبارزه با فساد و همکاری‌های همه‌جانبه بین‌المللی در این زمینه‌ها است.
مقصود اصلی UNCAC کاهش انواع فسادی است که می‌توانند با عبور از مرزهای یک کشور رخ بدهند و برای این منظور از ابزارهای همآهنگی و همکاری‌های بین‌المللی در کلیه زمینه‌های مالی، قضایی، پلیسی و تحقیقاتی سود می‌برد.
انکاک UNCAC در پنج زمینه فعالیت دارد:
- اقدام‌های پیشگیری کننده
- جرم شناختن و اعمال قانون
- همکاری بین‌المللی
- ضبط اموال غیرقانونی
- همکاری فن آوری و تبادل اطلاعات
که شامل مواد و بندهای اجباری و اختیاری می‌شود.
مقررات عمومی
شامل ترویج درستکاری و پاسخ گویی در هر کشور و حمایت و همکاری در سطح بین‌المللی بین دولت‌ها می‌شود.
اقدامات پیشگیرانه
انکاک اهمیت پیشگیری را در هر دو زمینه فعالیت‌های خصوصی و دولتی تشخیص می‌دهد. بخش دوم شامل سیاست‌های پیشگیرانه نظیر ایجاد بدنه‌های ضد فساد و شفافیت زا در روند انتخابات و در حزب‌های سیاسی.
این بدنه‌ها باید مستقل بوده و از امکانات کافی و کارمندان تربیت شده برخوردار باشند.
کشورهای امضاکننده کنوانسیون باید ضمانت کنند که خدمات آن‌ها در سمت گسترش کار اییی بالا و شفافیت است و استخدام‌ها ی شغلی بر اساس لیاقت و شایستگی افراد تحقق می‌پذیرند . ..
جرم شناختن و اعمال قانون
بخش سوم شامل بعلاوه انواع شناخته شده فساد مثل رشوه خواری و اختلاس، فسادهای محرمانه تری که اغلب تحت پیگرد قانونی قرار نمی‌گرفتند نظیر "قاچاق نفوذ " و سوء استفاده از قدرت نیز جرم شناخته شوند. رفتارهای فاسدی نظیر ممانعت از اجرای قانون، پنهان‌کاری و منحرف کردن مسیر دادرسی جنایی (پول‌شویی) … بایست جرم اعلام گردد و تحت تعقیب قانونی قرار بگیرند. مجازات‌ها باید شامل آنانی که مبادرت به ارتکاب این جرائم نموده‌اند (قصد ارتکاب به فساد داشته‌اند) نیز بشود …
همکاری در سطح بین‌المللی
در بخش سوم انکاک، کشورهای شرکت‌کننده موظف شده‌اند تا بهترین همکاری‌ها را باهم در زهمینه مبارزه با فساد داشته باشند از جمله درزمینه‌های: پیشگیری از فساد، روندهای تحقیقاتی و تعقیب و محاکمه مجرمان.
همکاری‌ها به اشکال؛ استرداد مجرمین، همکاری‌های حقوقی دو جانبه (چند جانبه)، انتقال احکام  و مجرمین و روندهای قضایی و همکاری‌های نیروهای پلیس وکار آگاهی تحقق می‌یابند. تفسیر و کاربرد قوانین داخلی هر کشور عضو نباید به نحوی باشد که در اجرای همکاری‌های ضد فساد بین‌المللی خلل وارد اید، برای مثال محرمانه بودن یکسری اطلاعات مالی و غیره در برخی کشورها.
بازیابی دارایی‌ها (غیرقانونی)
بخش پنجم انکاک، «بازیابی دارایی‌ها» را «اصل اساسی»
این عهدنامه توصیف می‌کند. بازیابی دارایی‌های در ارتباط با فساد و غیرقانونی، از بزرگ‌ترین دستاوردها و علت اصلی امضای انکاک از سوی بسیاری کشورهای توسعه یافته است. بازیافت دارایی‌ها از اهمیت ویژه‌ای برای یک کشور پیشرفته برخوردار است.
انکاک UNCAC، چهارچوب‌های خاصی برای عملکرد در هر دو زمینهٔ قوانین مدنی و قوانین جنایی ارائه می‌دارد؛ برای ردیابی، ضبط، جریمه کردن و بازگشت دادن ارایی‌ها به دست آمده از طریق فساد.
همکاری‌های فناوری و اطلاعاتی
بخش ششم، در مورد ارائه کردن کمک‌های فن آوری و اطلاعاتی و آموزشی به کشورهای در حال توسعه، به منظور بکار گذاشتن هر چه بهتر و مؤثر تر انکاک است. این کمک‌ها شامل آموزش افراد، تحویل ماشین آلات و نیروهای انسانی، تحقیق و اشتراک اطلاعات می‌گردد

## مبارزه با فساد در سطح خرد
طبق معادلهٔ رابرت کلیتگارد، فساد = انحصار + اختیار - پاسخگویی؛ بنابراین، فساد زمانی می‌تواند پدید آید و رشد کند که انحصار خصوصی یا عمومی بر یک کالا یا خدمت وجود داشته باشد و این فرد یا گروه اختیار تخصیص کالا یا خدمت را با کنترل‌ها و توازن‌های اندک و پیامدهای اندک، در صورت وجود، دارد. با هدف قرار دادن اجزای منفرد معادله، راه‌های مختلفی برای مبارزه با فساد وجود دارد. اوّل از همه، کاهش انحصار مستلزم تشویق رقابت است. این امر ممکن است با انتشار داده‌های تدارکات عمومی به صورت آنلاین یا در دسترس قرار دادن قراردادهای دولتی برای طیف وسیع‌تری از شرکت‌های بالقوه انجام شود. نمونه‌های موفق این مورد شامل کشورهایی مانند مکزیک است که تمام قراردادهای دولتی و برنامه‌های تدارکاتی را به صورت آنلاین در دسترس قرار دادند تا عموم مردم بتوانند طرح‌ها، قیمت‌ها و برندگان مناقصه را مشاهده کنند. ثانیاً، محدود کردن اختیار به معنای در دسترس ساختن قوانین و رویه‌های دولتی برای مشاهدهٔ بخش وسیعی از جامعه است. این امر ممکن است با انتشار اسنادی که جزئیات الزامات قانونی برای اخذ مجوزها و غیره را به زبان‌های رایج و در قالبی در دسترس بیان می‌کنند، انجام شود. در نهایت، افزایش پاسخگویی ممکن است با دعوت از اشخاص ثالث بی‌طرف برای انجام ممیزی‌های دولتی و همچنین نظارت و ارزیابی مستمر رویه‌های دولتی انجام شود. این موفقیت در کشورهایی مانند سنگاپور و هنگ کنگ بوده است.

## سفرهای آموزشی ضد فساد
در بعضی کشورها برای افزایش آگاهی شهروندان، آن‌ها را به یک سفر آموزشی ضد فساد می‌برند. مثل شهرهای پراگ، شیکاگو، مکزیکو سیتی.

## یک نگاه فلسفی کلاسیک به فساد
فلاسفه و مذهبیون عکس‌العمل‌ها و پاسخ‌های متفاوتی به مشکل فساد ارائه کرده‌اند. افلاطون در کتاب جمهوری، به طبیعت فاسد تشکیلات سیاسی اشاره و توصیه می‌کند که فلاسفه در «پشت دیوار سنگر بگیرند» تا خود را به‌نحوی بی‌معنی فدا نکنند.

## فساد در ایران
فساد یک مشکل جدی در ایران است، که غالباً در سیستم حکومت گسترده و دامنه‌دار است. از دیدگاه سازمان شفافیت بین‌الملل، جمهوری اسلامی ایران از نظر فساد داخلی در زمرهٔ یکی از فاسدترین کشورهای جهان قرار دارد.
به باور صاحب‌نظران، فساد در ایران نهادینه و ساختاری است. علل ایجاد آن امتیازات قانونی و فراقانونی قشر حاکم، عدم پاسخگویی آنان به نهادهای نظارتی، منع نهادهای نظارتی از نظارت بر نهادهای تحت‌نظر رهبر و فقدان آزادی بیان و رسانه‌هاست؛ امّا علل تداوم آن روش‌های تعبیه‌شده در ساختار حکومت برای پنهان‌سازی و توجیه آن است. همچنین بی‌تفاوتی و سیاسی کردن این موضوعات به شفاف‌سازی و مسئولیت‌خواهی آسیب زده است. مقامات عالی‌رتبه نیز علاقهٔ چندانی به پرداختن رسانه‌ها به موضوع فساد ندارند. وقتی نظارتی نباشد، فسادی نیز کشف نمی‌شود تا با آن مقابله شود. پاک‌دست‌ترین نهادها در ایران روحانیت شیعه، سپاه، دستگاه رهبری و نهادهای امنیتی هستند؛ چون نظارتی بر آن‌ها صورت نمی‌گیرد و گزارشی هم به کسی نمی‌دهند.